# Nikita Denise
Nikita Denise, née le 25 juillet 1976, est une actrice pornographique tchèque.

## Biographie
Elle débarque d’abord à Toronto en 1998 où elle travaille dans des clubs de strip-tease. Ensuite, sur invitation de Jill Kelly, elle arrive à Los Angeles en 2000 où elle est signée par l’agent Jim South. La même année, sa première scène est tournée avec l’acteur Dillon Day dans le film North Pole #13. Cependant certains la font débuter en 1999.
Elle a tourné dans plus de 400 films (souvent aux côtés de Jewel De'Nyle : dans 23 films exactement) et a gagné de nombreuses récompenses, dont « meilleure actrice de l'année » aux AVN Awards 2002. Elle vit et travaille principalement aux États-Unis, dont elle aurait acquis la citoyenneté par mariage avec un certain Carl.
Elle possède plusieurs tatouages : un petit sur deux doigts, un dragon sur son avant-bras gauche, un tigre sur son épaule droite et d’autres sur son cou et sa cheville gauche.

## Récompenses et nominations

### Récompenses
- AVN Awards 2002[2] :
  - Performeuse de l'année (Female Performer of the Year)
  - Meilleure scène de sexe de groupe dans une vidéo (Best Group Sex Scene - Video) pour Succubus (2001)
- AVN Awards 2003 :
  - Best Couples Sex Scene - Film pour Les Vampyres 2 (2002) avec Joel Lawrence
  - Best All-Girl Sex Scene - Video pour I Dream of Jenna (2002) avec Autumn, Jenna Jameson

### Nominations
- 2008 : Best Group Sex Scene - Video for: Janine Loves Jenna (2006) with: Jenna Jameson, Belladonna, T.T. Boy, Cindy Crawford, Allura Eden, Aurora Snow
- 2007 : Best Three-Way Sex Scene for: Extreme Idols (2005) (V) with: Tommy Gunn, Sandra Romain

## Filmographie partielle
- 1999 : Major Rock
- 1999 : The Devil in Miss Jones 6
- 2000 :  What Lurks in the Shadows
- 2000 : Gangland 13
- 2000 : Nasty Tease
- 2000 : North Pole #13
- 2000 : Psy-chic
- 2000 : Rookie Cookies 6
- 2000 : Soul Survivor
- 2000 : Straight A Students 3
- 2000 : Whack Attack 8: Straight Up Their Candy Asses!
- 2001 : Max 2
- 2001 : Buttslammers 20
- 2001 : The 4 Finger Club 19
- 2002 : No Man's Land 36
- 2002 : The Violation of Nikita Denise
- 2002 : Femme Nikita Denise, La
- 2002 : Sex Across America 7
- 2003 : Femme Nikita Denise 2, La
- 2004 : Double Penetration
- 2004 : The Best by Private 55: Blowjob Mania
- 2005 : Anal Bandits
- 2005 : Every Man's Fantasy 2
- 2005 : Pop 3
- 2005 : Solo Erotica 6
- 2005 : The Art of Interracial Group Sex
- 2005 : Top 40 Adult Stars Collection
- 2006 : Strap-On Club 1
- 2007 : Butt I Like It
- 2008 : Predator 2
- 2009 : Girls Kissing Girls 3
- 2010 : Love Or Lust 2
- 2011 : Naughty's Tattooed Chicks
- 2012 : MILF Slam
- 2013 : MILFs Anal Addiction
- 2014 : Chloe Jones: Porn Star
- 2015 : White Interracial Sex Goddesses
- 2016 : Sure Thing
- 2017 : She Loves Cum
- 2018 : Hot Fuckin' Brunettes (compilation)